# بردين
قرية بردين هي إحدى القرى التابعة لمركز الزقازيق في محافظة الشرقية في جمهورية مصر العربية. حسب إحصاءات سنة 2006م، بلغ إجمالي السكان في بردين 17792 نسمة، منهم 9156 رجل و8636 امرأة.

## التاريخ
ذكرها علي مبارك في كتابه الخطط التوفيقية، حيث ذكر أنها من قرى مديرية الشرقية بقسم بلبيس، وبها محطة سكك حديدية وحديقة كبيرة للخديوي إسماعيل، وأن بها عدة مساجد أحدها بمنارة، وبها بساتين فواكة ونخيل، وماكينات لري الأراضي. كما ذكر أن جملة أراضيها 2926 فدان، وعدد سكانها 2544 نسمة مهنتهم الزراعة.